# La Montaña (periódico 1919-1924)
La Montaña fue un periódico vespertino argentino editado en Buenos Aires que se publicó a fines de la década de 1910 y principio de 1920. Estaba auspiciado por el gobernador de la provincia de Mendoza, José Néstor Lencinas.

## Historia
Este periódico fue fundado el 26 de febrero de 1919. Estaba directamente vinculado con el gobernador de Mendoza José Néstor Lencinas. El lema de este periódico era “nacionalismo y liberalismo”, y si bien su mentar era radical, desde este periódico se ejerció una fuerte crítica a las políticas del entonces presidente de dicho partido, Hipólito Yrigoyen. Contaba entre sus editores a varios anarquistas, lo que aumentaba el contenido de denuncia y de defensa de las causas obreras, empleando un lenguaje directo. Hacia 1920 llegó a tener un tiraje de 20.000 ejemplares. Se publicó hasta el año 1924. 
Es uno de los pocos diarios porteños que siguió publicándose durante el lock out que dejó sin diarios a Buenos Aires durante dos semanas en junio de 1919. Tuvo una posición activa en la denuncia de los hechos que ocurrieron en Santa Cruz conocidos comúnmente como La Patagonia Rebelde.